# Jacob Johan Tersmeden

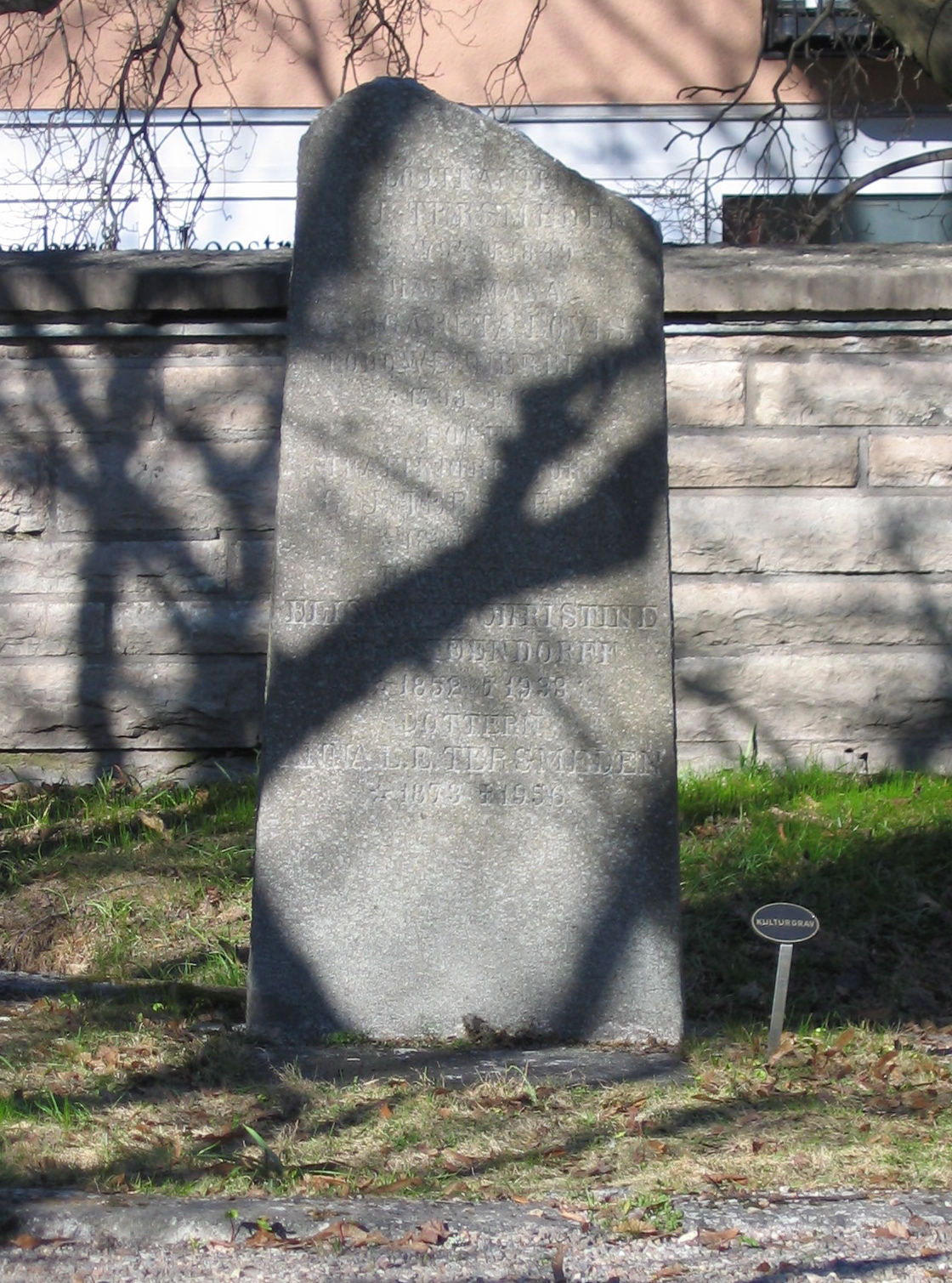
Jacob Johan Tersmedens och hans hustrus grav på Olaus Petri kyrkogård i Örebro. I graven, vilken numera är klassad som "kulturgrav", vilar även parets son och sonhustru samt några av deras barnbarn.

Jacob Johan Tersmeden, född den 7 juli 1794 i Sura socken, död den 30 september 1849 på Norra Rynninge i Längbro socken, var en svensk officer, vilken blev känd för att ha avsagt sig sitt adelskap.
Jacob Johan Tersmeden var äldste son till kaptenen Lars Gustaf Tersmeden, vilken vid tiden för sonens födelse var arrendator på Västsura säteri men senare blev ägare till Göksholms slott, där Jacob Johan huvudsakligen bör ha vuxit upp. Fadern sålde dock före sin död detta slott, vilket alltså inte gick i arv till barnen.
Liksom sin far gjorde Tersmeden ursprungligen militär karriär. Han blev kadett vid Karlberg 1809 och utexaminerades därifrån 1812, varvid han blev fänrik vid Livregementets grenadjärer. Senare samma år blev han kornett vid Livregementets husarkår och 1816 löjtnant vid samma förband. 1823 tog han dock avsked ur det militära, troligen på grund av den grå starr som så småningom skulle göra honom blind. Han bosatte sig härvid på Norra Rynninge utanför Örebro.
Tersmeden väckte uppmärksamhet då han 1843 i en öppen skrivelse till Riddarhusdirektionen avsade sig sitt adelskap med bland annat följande motivering:
| ”                                                                       | [- - -] Med anledning af Sveriges historia har jag funnit, att adeln, såsom stånd, aldrig varit fäderneslandet till någon nytta, och att dess privilegier tvärtom legat tryckande öfver andra medborgareklasser, och förledt sina innehafvare till anspråk, någon gång till företag, både emot land och konung som sannolikt uteblifvit om dessa företräden icke funnits, och att den glans, den ära och det gagn många ädlingar spridt öfver Sverige, tillhöra individerna, icke ståndet. Desse män skulle varit lika utmärkte, lika ädle och upphöjde, om de icke varit adelsmän; nu ha de måhända blifvit det, fastän de voro adelsmän. [- - -] Jag har trott mig böra, om icke ge exempel - ty dertill är jag icke nog förmäten - men åtminstone vad jag anser nyttigt att hvar och en gjorde, frånträda en plats, dit icke min förtjänst, utan bördens slump ställt mig. | „ |
| – J. J. Tersmeden, Skrivelse till Riddarhusdirektionen den 27 mars 1843 | |   |

Denna avsägelse (vilken endast omfattade Jacob Johan själv och inte hans efterkommande) till trots var Tersmeden omvittnat stånds- och pliktmedveten i sitt uppträdande. I ett namnsdagsgatulationsbrev till sin då 11-årige son Gustaf Jacob Tersmeden skriver han till exempel: "Blif nyttig för ditt fädernes land och bidrag till dess lycka så upfyller du din bestämmelse som menniska här i lifvet. War framför allt Gudfrucktig och sedlig så är du älskad av din Himmelse fader och dina Jordiska Föräldrar". Tersmeden var även musikalisk och spelade fiol.

## Familj
Jacob Johan Tersmeden var gift med Margareta Lovisa Wennerblad (1799-1858), med vilken han, utöver den ovan nämnde sonen Gustaf Jacob, fick dottern Hedvig Elisabet Charlotta (1823-1897), gift med godsägaren Per Erik Larsson på Ulriksberg.